# Barbara Makhalisa
Barbara Clara Makhalisa, también conocida por su nombre de casada como Barbara Nkala, (Zimbabue, 1949) es una profesora, escritora, novelista, editora y traductora zimbabuense. Es una de las primeras escritoras publicadas en Zimbabue y la segunda autora de varios libros escritos en la lengua ndebele, de los cuales algunos se han utilizado como libros de texto escolares.

## Trayectoria
Makhalisa nació en Zimbabue y estudió en el Gweru Teachers' College, especializándose en ndebele e inglés, en una época en que todo lo colonial se consideraba superior. Obtuvo el título de Profesora por la Universidad de Zimbabue y de Artes y Comunicación en inglés por la Universidad de Sudáfrica, así como un Máster en Gestión y Liderazgo en Artes por la Leadership and Management Academy.
Su carrera como escritora comenzó cuando ganó un concurso nacional con su primer libro, Qilindini, una novela de suspense policial escrita en ndebele de 1974, en ese momento era la segunda escritora en ndebele. Su segundo libro, la novela ndebele Umendo (El matrimonio es una apuesta) de 1977, se considera un clásico. Sus escritos en inglés incluyen The Underdog and Other Stories de 1984 y Eva's Song: A Collection of Short Stories de 1996. También ha escrito libros para niños. Su cuento Different Values forma parte de la antología Daughters of Africa de Margaret Busby de 1992.
En 1981 se convirtió en editora de Longman Zimbabwe, editorial en la que trabajó hasta 1991.  Pasó a trabajar con su marido en la empresa familiar durante cinco años. Luego fue invitada a dirigir la Sociedad Bíblica Internacional de Zimbabue (IBS Zimbabwe) como directora nacional en Malaui y Zimbabue, donde coordinó la traducción y publicación de las nuevas Biblias IBS en shona y ndebele, así como el Nuevo Testamento en Chichewa. Dejó IBS en 2005 y empezó a dirigir la editorial Radiant Publishing Group, dedicada a publicar libros de crecimiento personal y para la transformación personal.
Es una miembro activa de la Iglesia de los Hermanos en Cristo en Zimbabue. Como anciana de su iglesia, ha formado parte de varias juntas humanitarias y ha guiado a muchos jóvenes a escribir sus historias, algunas de ellas han sido publicadas en Good Words/Amazwi Amahle en Zimbabue. También es la Representante Regional de la Congreso Mundial Menonita para el Sur de África, que abarca a Sudáfrica, Mozambique, Malaui, Zambia y Zimbabue.
Creó el Barbara Clara Makhalisa Nkala Literary Trust, un fondo literario y fundación que promueve la creación y publicación de literatura en lengua ndebele e impulsa la cultura de la lectura apoyando con financiación y formación a los centros de recursos de lectura.

## Obra

#### Como autora
- 1974 - Qilindini (¡Trampa!).[5]
- 1977 - Umendo (El matrimonio es una apuesta).[16]
- 1977 - Umhlaba lo! (¡Qué mundo!).[17][18]
- 1984 - Impilo yinkinga (La vida es un misterio).[19][20]
- 1984 - The Underdog and Other Stories. ISBN 978-0869223345.[21]
- 1990 - Giya Giya.[22]
- 1991 - Calfy Says (cuentos infantiles).[23]
- 1991 - Beasty Bones and other Baddies (cuento infantil).[24]
- 1991 - Ujojojo KaMaNtombi (cuento infantil).[25]
- 1996 - Eva's Song. ISBN 978-1779040114.[26]
- 1997 - Inkophe/Masimba de Vus.[27]
- 2024 - Gqabula.[1]

#### Como editora
- 1998 - Celebrating the Vision: A Century of Sowing and Reaping.[28]
- 2008 - Rainbow After a Storm: Stories of Loss.[29]
- 2010 - Thaph' uluju: iqoqo lezindatshana, ilifa lakho.[30]
- 2011 - Sithini IsiNdebele? de Issac N Mpofu.[31]
- 2016 - Izinyawo Zayizolo de Tsitsi Nomsa Ngwenya.[10][32]
- 2020 - Umkhosi Wenhliziyo de Olivia M. Sibanda.[33]
- 2020 - Uhambo Lwempilo de Lindani Phiri.[34]

#### Otros libros
- 1998 - Inkondlo (selección de poemas de escritoras de Zimbabue).[35]
- 2001 - Isichazamazwi SesiNdebele. Prefacio del diccionario ndebele del African Languages Research Institute.[36]
- 2006 - Umusa Wansuku zonke: Ugwalo 2.[37]
- 2011 - Golide: Gogo Khokho, lived, loved and left a legacy.[38]
- 2014 - Growing and Branching out: Brethren in Christ Church in Zimbabwe and southern Africa.[39]

## Reconocimientos
En 1992, Makhalisa y otras mujeres aparecieron en Silent Labourers de Doris Dube.
En 2015, recibió un título honorario de la National University of Science and Technology (NUST) en Bulawayo.  Más tarde, en 2021, fue galardonada con el National Arts Merit Awards (NAMA) en la categoría Legends Award.